# Отеј Отује
Отеј Отује (фр. Autheuil-Authouillet) насеље је и општина у северној Француској у региону Горња Нормандија, у департману Ер која припада префектури Andelys.
По подацима из 2011. године у општини је живело 894 становника, а густина насељености је износила 76,67 становника/km². Општина се простире на површини од 11,66 km². Налази се на средњој надморској висини од 30 метара (максималној 137 m, а минималној 27 m).

## Демографија
| 1962. | 1968. | 1975. | 1982. | 1990. | 1999. | 2011. |
| ----- | ----- | ----- | ----- | ----- | ----- | ----- |
| 495   | 597   | 580   | 683   | 737   | 765   | 894   |

График промене броја становника у току последњих година